# Bonnelles
Bonnelles là một xã của Pháp, nằm ở tỉnh Yvelines trong vùng Île-de-France.
Người dân địa phương trong tiếng Pháp gọi là Bonnellois.

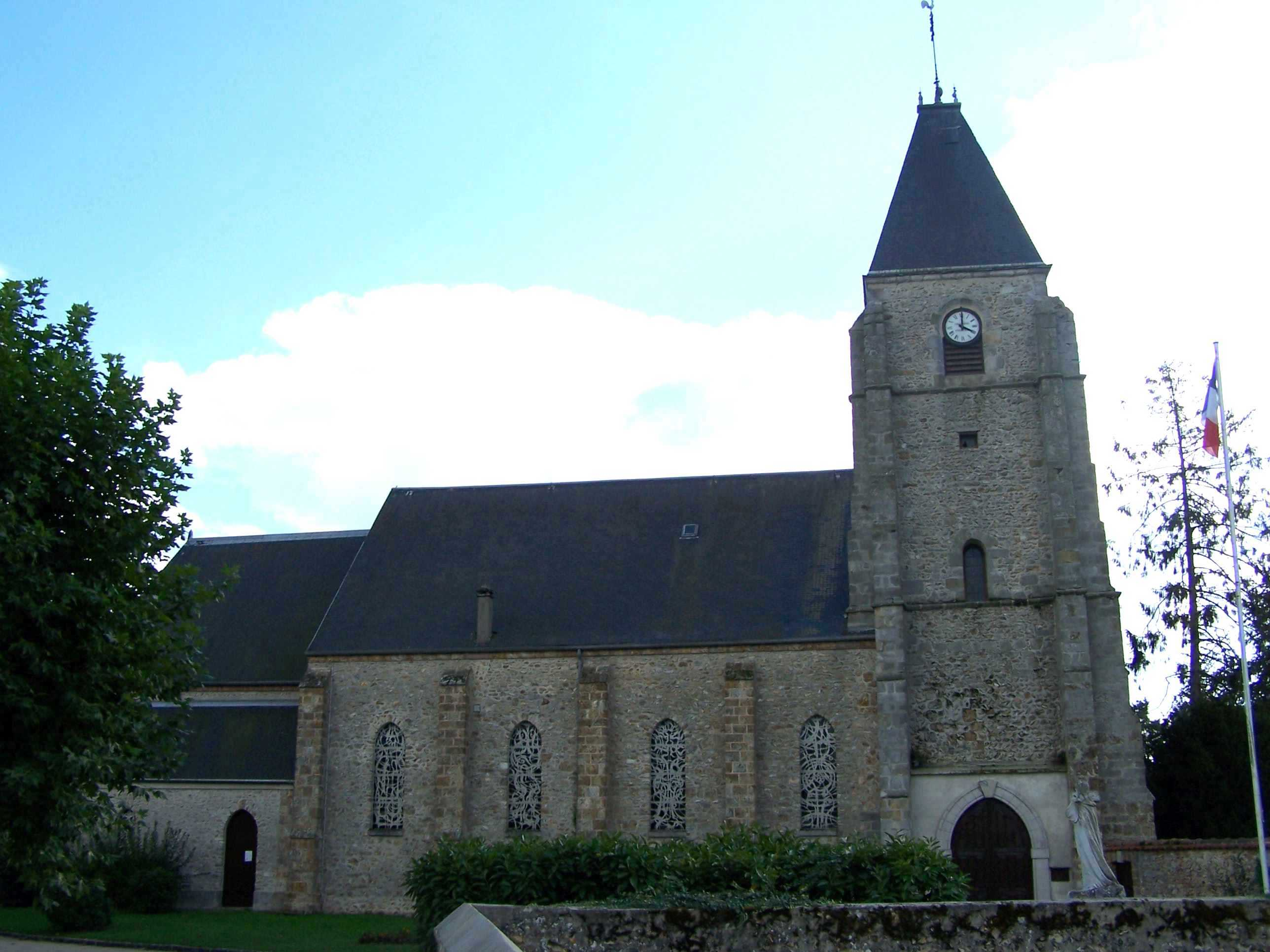
Nhà thờ

## Địa lý
Bonnelles giáp các xã: Pecqueuse về phía bắc-đông-bắc, Limours về phía đông bắc, Forges-les-Bains về phía đông, Angervilliers về phía đông nam, Longvilliers về phía nam, Rochefort-en-Yvelines về phía tây nam và Bullion về phía tây.

## Hành chính
| Date d'élection                                            | Identité    |
| ---------------------------------------------------------- | ----------- |
| tháng 3 2001                                               | Guy Poupart |
| Les données antérieures à 2001 ne sont pas encore connues. |             |

## Biến động dân số
| v. 1882                                              | 1990 | 1999 |
| ---------------------------------------------------- | ---- | ---- |
|                                                      | 2162 | 2193 |
| Số liệu lấy từ năm 1982: Dân số không tính hai trùng |      |      |